# Bufo tuberospinius
Bufo tuberospinius är en groddjursart som först beskrevs av Yang, Liu och Rao 1996.  Bufo tuberospinius ingår i släktet Bufo och familjen paddor. Inga underarter finns listade.